# Petróvskoe (Abjasia)
Petróvskoe (en georgiano: პეტროვსკოე) o Alan (en abjasio: Алан) es una aldea que pertenece a la parcialmente reconocida República de Abjasia, parte del distrito de Sujumi, aunque de iure pertenece al municipio de Sojumi de la República Autónoma de Abjasia de Georgia.

## Geografía
Petróvskoe se encuentra en las estribaciones montañosas de Abjasia, en el valle del río Besleti, a 20 km de Sujumi. Las aldea se administra desde el pueblo de Odishi.  

## Demografía
La evolución demográfica de Petróvskoe entre 1959 y 1989 fue la siguiente:
| 134                                                 | 14 |
| (Fuente: Population of Abkhazia since Soviet times) |    |

Antes de la guerra de Abjasia, la mayoría de la población local eran griegos.